# 구콴민

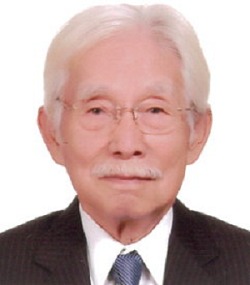

구콴민(중국어: 辜寬敏; 병음: Gū Kuānmūn; Pe̍h-ōe-jī: Ko͘ Khoan-bín, 1926년 10월 15일 ~ 2023년 2월 27일)은 대만의 정치가, 사업가, 독립 운동가였다.

## 정치 경력
쿠는 정치학을 공부하기 위해 1941년 국립 타이완 대학에 입학했다. 학교 학생회 회장이 되어 중국국민당에 적극적으로 반대했다. 2·28 사건 직후 대만을 떠나 홍콩으로 갔다가 이후 일본에 정착했다. 쿠는 1972년 일본에서 태국을 거쳐 대만까지 비밀리에 여행했다. 그는 장제스의 아들 장징궈를 만나 계엄령 해제를 주장했다. 그 결과 그는 WUFI의 일본 지부에서 추방되었다. 젊은 장개석은 쿠에게 "국가의 일에 참여"하기 위해 망명을 끝내도록 초대했다. 쿠는 이를 받아들였지만 대만에 도착하자마자 그의 귀국이 석간 신문에 '항복'으로 묘사된 것을 보고 화가 났다. 그는 "항복하기 위해 돌아온 것이 아니라 [상황에] 내 영향력을 행사하기 위해 돌아왔다"고 대답했다. 영향력 있는 독립운동가인 수벙은 쿠가 장제스 정부에 항복했다고 비난하며 이러한 주장을 반박했다. 쿠 전 대표는 1996년 동료 독립운동가인 펑밍민이 총통 후보로 지명되자 민주진보당에 입당했다. 쿠는 나중에 천수이볜 총통을 고문으로 섬겼고, 2005년에 그의 직위와 DPP 회원을 사임했다.

## 참고문헌
- Su Beng (1980), 《台灣人四百年史 (Taiwan's 400 Years of History)》 (중국어)